# Zach Thomas
Pour les articles homonymes, voir Thomas.
College Football Hall of Fame 2015
Pro Football Hall of Fame 2023
(en) Statistiques sur pro-football-reference
Zachary « Zach » Michael Thomas, né le 1er septembre 1973 à Pampa, est un joueur américain de football américain ayant évolué au poste de linebacker.

## Biographie
Étudiant à l'université de Texas Tech, il joua pour les Texas Tech Red Raiders.
Il fut drafté en 1996 à la 154e place (5e tour) par les Dolphins de Miami. Il reste jusqu'en 2007 aux Dolphins, s'imposant comme un titulaire indiscutable de l'équipe et collectionnant les honneurs dans la ligue. En 2008, il signe aux Cowboys de Dallas avant de, l'année suivante tenter sa chance aux Chiefs de Kansas City. Néanmoins, il n'est pas conservé et n'y joue pas de matchs officiels. Il retourne finalement une saison aux Dolphins de Miami avant de mettre un terme à sa carrière.
Il a été sélectionné sept fois au Pro Bowl (1999, 2000, 2001, 2002, 2003, 2005 et 2006) et cinq fois en All-Pro (1998, 1999, 2002, 2003 et 2006). Il est également élu dans l'équipe NFL de la décennie 2000.